# Ventilago
Ventilago é um género botânico pertencente à família Rhamnaceae.